# The Light (Ketil Bjørnstad)
Songs of Love and Fear is een bundeling van liederen met muziek van Ketil Bjørnstad. Het is geschreven voor zang, altviool en piano. De titel is niet afkomstig van Bjørnstad, maar van de producer van ECM Records, Manfred Eicher en verwijst naar het verband tussen de getoonzette gedichten.

## Geschiedenis
Het is opgebouwd uit vier losse liederen samengebundeld onder de titel Fire Nordiske Sanger (Vier Noordse Liederen) en de liederencyclus The Light.

### Fire Nordiske Sanger
Fire Nordiske Sanger zijn vier losse liederen die geschreven zijn over een tijdspanne van 30 jaar. Zowel de tekst als muziek is van Bjørnstad; Bjørnstad is namelijk tegelijkertijd musicus als auteur. De liederen gaan over uiteenlopende themas:
- Grensen (de grens); de wil om grenzen te verleggen;
- Natten (de nacht); idem;
- Sommernatt ved fjorden (zomernacht bij de fjord) behandelt de onmogelijke liefde tussen Noorse anarchist Hans Jaeger en schilderes Oda Krohg (geb Lasson); vrouw van zijn beste vriend;
- Sommersang (zomerlied), een lied geschreven voor een festival in Ringve, speciaal geschreven voor de stem van Randi Stene.

### The Light
The Light (het licht) kan gezien worden als een liederencyclus in de middeleeuwse traditie. Het zijn toonzettingen van gedichten van John Donne (1572-1631); teksten van hem zijn ook ooit gebruikt door John Dowland. De cyclus kwam tot stand toen de Japanse Donne-kenner C.K. Thomas Tseng Bjørnstad in 1996 vroeg een suite te schrijven met teksten van Donne.
Liederen:
- A valediction: Of Weeping
- The dream
- The prohibition
- Lamentoso
- The flea
- A nocturnal upon St. Lucy’s day, being the shortest day
- The sun rising
- Air and angels
- Love’s alchemy
- Break of day
- A hymn to God the Father

## Muziek
De bundel is gecomponeerd voor zangstem, altviool en piano. Deze combinatie wijst op het genre klassieke muziek. Qua opzet heeft het veel weg van bijvoorbeeld A Musical Banquet, doch qua muziek verschilt het daarmee hemelsbreed. A Musical Banquet is geheel en al terug te wijzen naar de middeleeuwen. Songs of Love and Fear is tijdloos geschreven; het kan beluisterd worden als klassieke muziek, easy listening, jazz of zelfs popballads. De opzet is zo gekozen dat de altvioolstem geen belemmering vormt voor indeling bij het laatste genre. Zowel teksten als muziek voor beide bundels sluiten op elkaar aan.

## Muziekalbum
De liederenbundel is uitgegeven door ECM Records en is opgenomen in februari en maart 2007. De opnamen vonden plaats in de Rainbow Studio te Oslo, befaamd vanwege de heldere muziekklanken, die geluidstechnicus Jan Erik Kongshaug weet te produceren.

### Musici
- Randi Stene – mezzosopraan
- Lars Anders Tomter – altviool
- Ketil Bjørnstad – piano

### Composities
- zie boven